# ОФК Гърбал
ОФК Гърбал (на черногорски: Omladinski Fudbalski klub Grbalj) е черногорски футболен клуб от град Радановичи, община Котор. За пръв играе в Черногорска първа лига през 2019/20 където след неуспешен сезон изпада веднага. Играе на стадион „Гърбал“ с капацитет 1 500 места. Най-големия му успех се счита участието му за Купата Интертото през 2008 година, където достига до втория кръг.

## Успехи
Черна гора
Национални
- Черногорска първа лига:
  -  Бронзов медал (1): 2006/07
- Купа на Черна гора
  -  Финалист (1): 2016/17

Международни
- Интертото:
  - 2 кръг (1): 2008

 Сърбия и Черна гора
- Друга лига на Сърбия и Черна гора: (2 ниво)
  -  Бронзов медал (1): 2003/04
- Първа лига на Черна гора:
  - 4-то място (1): 2005/06

 СР Югославия
- Сръбска и Черногорска лига:
  -  Шампион (1): 2002/03

## Известни футболисти
- Лука Пежович
- Раде Петрович
- Илия Тучевич
- Ивица Францишкович
- Дарко Бойович

## Известни треньори
- Миодраг Божович